# Phillip Terry
Phillip Terry (născut ca Frederick Henry Kormann la 7 martie 1909, San Francisco, California – d. 23 februarie 1993, Santa Barbara, California (83 de ani))  a fost un actor american.
A fost singurul copil al germano-americanilor  Frederick Andrew Kormann (1883–1948) și Ida Ruth Voll (1883–1954).

## Filmografie selectivă
- Mannequin (1937) cu Joan Crawford
- Seven Keys to Baldpate (1947).
- Un weekend pierdut (1945) ca Wick Birnam
- The Leech Woman (1960), film B cu Grant Williams
- The Navy vs. the Night Monsters (1966) ca Medicul bazei; film B cu Mamie Van Doren